# Yllenus caspicus
Yllenus caspicus är en spindelart som beskrevs av A. V. Ponomarev 1978. Yllenus caspicus ingår i släktet Yllenus och familjen hoppspindlar. Inga underarter finns listade i Catalogue of Life.